# Melitin

Strukturní vzorec melittinu

Melitin je toxin, který je obsažen ve včelím jedu. Jedná se o peptid složený z 26 aminokyselin, který porušuje biologické membrány, způsobuje uvolnění histaminu a serotoninu, rozklad krve a obecně vyvolává zánět. Některým lidem způsobuje těžké alergické reakce, např. otoky, svědění, zarudnutí, ale i nevolnosti, ba i smrt.
Je schopen ničit bakterie a HIV.